# Hospital da Polícia Militar
É uma instituição de saúde pertencente à Polícia Militar do Estado de São Paulo, localizada na Invernada da Polícia Militar ao número 3659 da avenida nova Cantareira, Tremembé, São Paulo-SP. Fundado em 21 de setembro de 1892 pelo então presidente do estado de São Paulo, Bernardino de Campos. 
Inicialmente, quatro doutores trabalhavam no centro médico, provisoriamente instalado em uma casa na Rua General Flores, no bairro do Bom Retiro. Só em 30 de abril de 1916 o governo inaugurou a primeira sede do hospital, na Avenida Tiradentes. 
Quarenta e oito anos depois, em 1964, foram iniciadas obras do edifício de doze pavimentos que até hoje abriga o HPM. O prédio, com 430 leitos, fica na Invernada do Barro Branco, área com mais de 1,2 milhão de metros quadrados, onde se localizam dez unidades militares, como a Academia do Barro Branco e o Presídio Romão Gomes. .
Próximo ao hospital estão o Centro de Assistência ao Idoso, uma clínica para atendimentos psiquiátricos e o Centro de Reabilitação, com fisioterapeutas, terapeutas ocupacionais, nutricionistas e outros profissionais. A área médica da PM paulista é coordenada pela Diretoria de Saúde, responsável por 56 postos espalhados pelo estado (vinte na cidade), duas policlínicas na capital e o Centro Odontológico. .